# HelWin alpha
54°27′08″ пн. ш. 7°44′24″ сх. д. / 54.452119444444° пн. ш. 7.7399194444444° сх. д.
HelWin alpha — офшорна трансформаторна платформа, яка конвертує отриману від вітрових електростанцій продукцію зі змінного у прямий струм для подальшої подачі на суходол через кабель HVDC (ЛЕП прямого струму високої напруги).
Платформа розташована в Північному морі неподалік острова Гельголанд в районі з глибиною 23 метри. Весною 2013-го плавучий кран Oleg Strashnov спорудив тут шість паль довжиною 62 метри та діаметром 3,2 метри, котрі заглиблювались під дно на 53 метри. Він же виконав роботи по встановленню кабельної вежі, яку закріпили чотирма палями довжиною 96 метрів, котрі заглиблювались під дно на 66 метрів. Вага паль складала від 200 до 230 тон, тоді як вежа мала показник у 1193 тони.
Власне платформу виконали у вигляді плавучої самопідіймальної конструкції вагою 15000 тон. П'ять буксирів вели її з балтійського порту Вісмар навколо Данії, оскільки габарити (72х52 метри при висоті 65 метрів) не дозволяли скористатись Кільським каналом. По прибутті на позицію у серпні 2013-го  «топсайд» встановили на раніше підготовані палі та підняли на 22 метри над рівнем моря.
Для обслуговування подальших налагоджувальних робіт, які тривали до весни наступного року, задіяли одразу два самопідіймальні судна — Seafox 7 та GMS Endeavor.
HelWin alpha з'єднали з вітровою електростанцією Мервінд (288 МВт) двома кабелями довжиною по 15 км, а з ВЕС Нордзе-Ост (295 МВт) — так само двома кабелями довжиною по 4 км. Продукція цих ВЕС надходить на HelWin alpha під напругою 155 кВ, після чого на платформі здійснюється підвищення показника до 250 кВ з подальшим перетворенням у прямий струм. Видача електроенергії відбувається по двом підводним кабелям (HelWin1) довжиною по 85 км, прокладання основної частини яких (за виключенням мілководної ділянки) здійснило спеціалізоване судно Atalanti. Перехід через прибережну дамбу та трасу Кільського каналу виконали за допомогою технології спрямованого горизонтального буріння. Після виходу на суходол в Бюзум починається відтинок довжиною 45 км до другої конвертерної станції в Бюттель, яка перетворює струм назад у змінний та видає його в енергомережу країни.
HelWin alpha окрім обладнання також включає майданчик для гелікоптерів та житловий блок. Ними може користуватись також платформа HelWin beta, котру встановили поруч та з'єднали з першим об'єктом за допомогою містка. Між ними також прокладено кабель змінного струму напругою 155 кВ.